# Hervormde Kerk (Egmond aan Zee)
Hervormde Kerk is een kerk gelegen aan de Trompstraat 2 in Egmond aan Zee. De bakstenen zaalkerk met houten torentje is gebouwd in 1746. De kerk is gebouwd op de plaats van een voorgaande kerk die was ondergraven door aanhoudende stormen en instortte. Voor de zekerheid werd de nieuwe kerk verhoogd en op een ommuurd perceel gebouwd. De preekstoel en het doophek stammen nog uit de bouwtijd. De kerk werd in 1897 verlengd en in 1959 en 1974 hersteld. Het eenklaviers orgel is in 1898 gemaakt door L. van Dam en Zonen. Het mechanisch torenuurwerk is uit 1860. De galmgaten zijn uitgevoerd als bifora.
Sinds 1967 is het gebouw als rijksmonument opgenomen op de monumentenlijst.

## Foto's

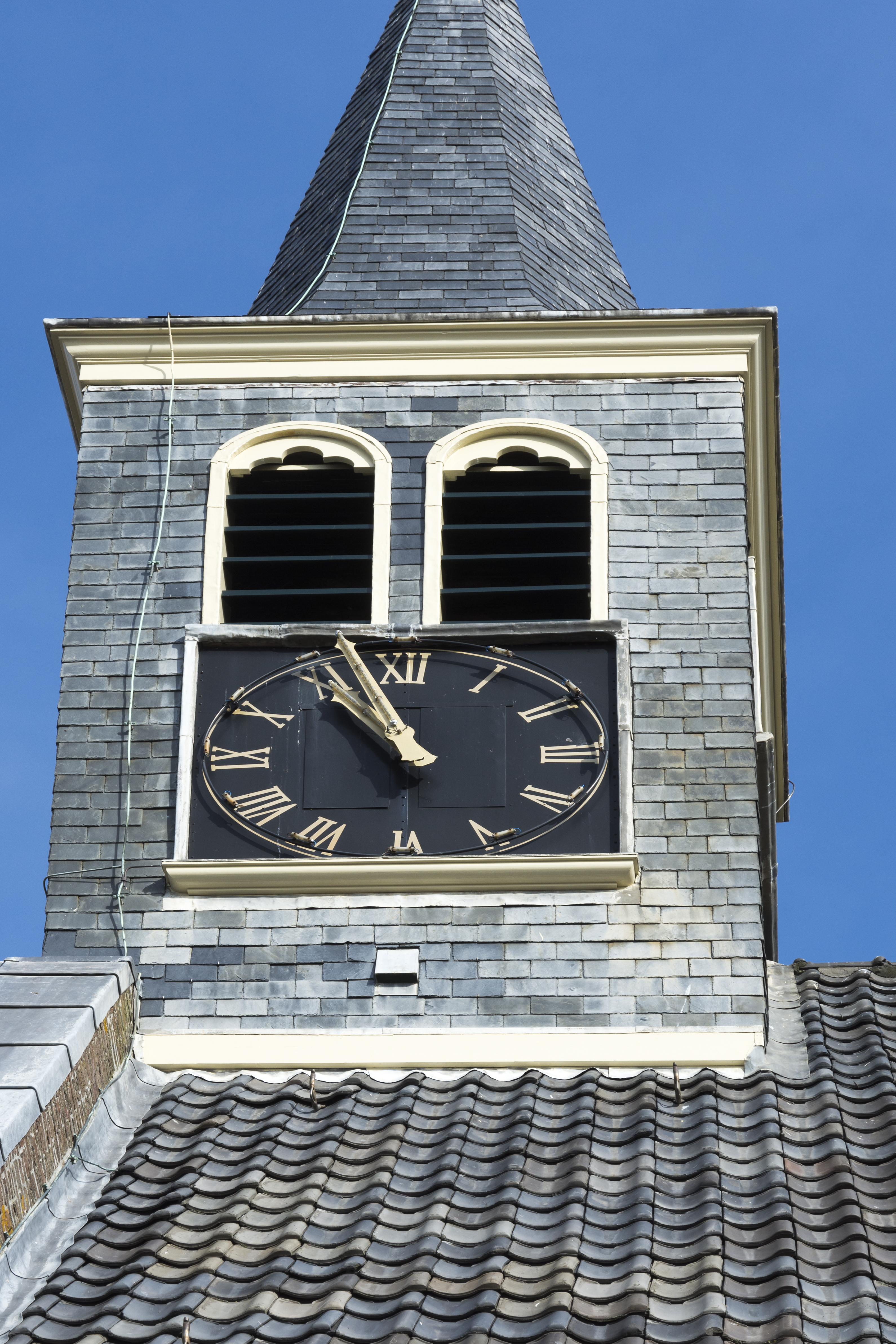
Klokkentoren
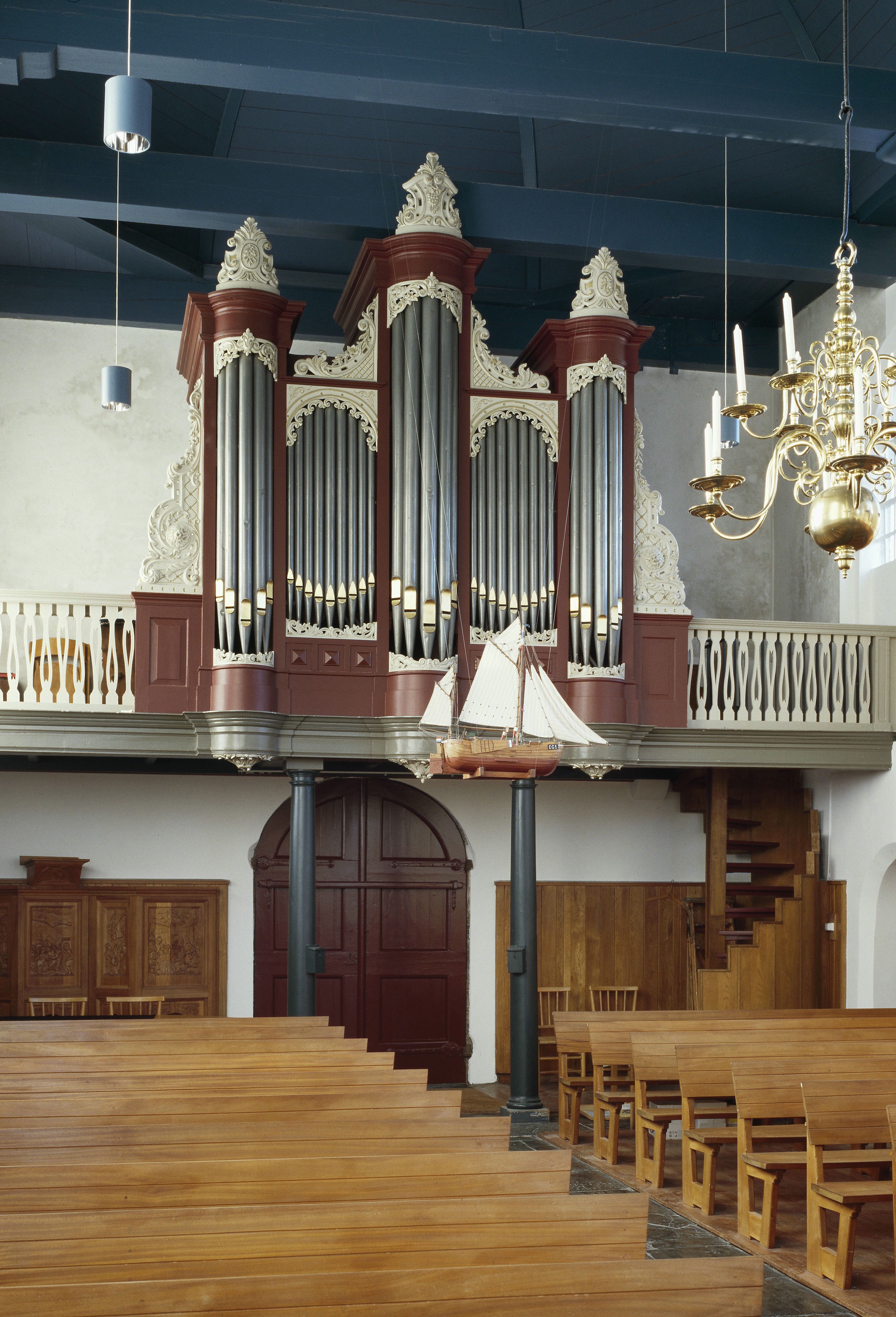
Orgel uit 1898